# Robert Gabriel Gence
 (octobre 2015).
Pour les articles homonymes, voir Gence.
Robert Gabriel Gence est un peintre français né à Paris et mort à Bayonne en 1728.

## Éléments de biographie
On connaît peu de choses sur ce peintre qui travailla principalement à Bayonne au service de Marie-Anne de Neubourg (1667-1740), princesse de Bavière et seconde épouse du roi Charles II d'Espagne.
L'artiste fit plusieurs portraits de la souveraine, dont l'un daté de 1715, récemment acquis par le Musée basque et de l'histoire de Bayonne. Un autre portrait de la princesse est conservé à Versailles. Gence portraitura les nobles de sa région dans un goût proche de Hyacinthe Rigaud et de Jean Ranc, avec lesquels il partagea sa clientèle.

## Galerie

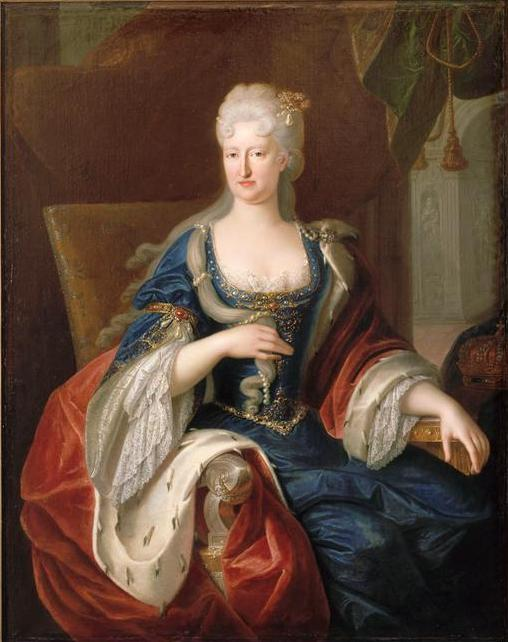
Marie-Anne de Neubourg, reine d'Espagne
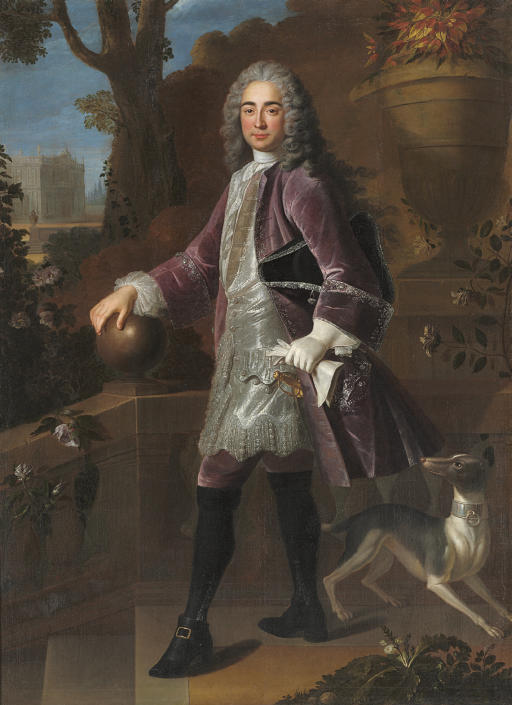
Portrait de Jean-Joseph de Pons (v. 1717)
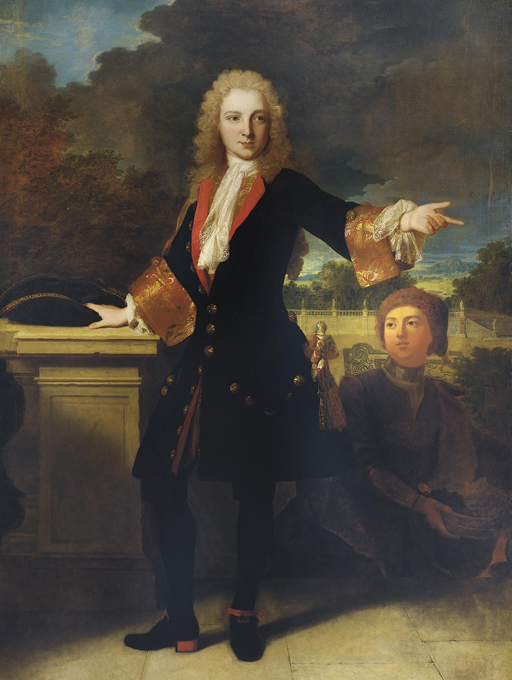
Portrait de jeune homme à la perruque blonde